# Galéné
Galéné (ze starořeckého Γαλήνη galéné „klid (moře, větru)“, též Galaneia) je v řecké mytologii bohyní klidného moře. Hésiodem je uváděna mezi néreovnami, dcerami Nérea a Doris. Dalé je zmiňována v Aischylově Agamemnónovi a Kallimachových Epigramech. Pausaniás ve své Cestě po Řecku zmiňuje že v Poseidónově chrámu v Korinthu stojí mimo jiné socha Galény a Moře (Thalassa), Ínó, Bellerefonta a Pégase.
Může být totožná s néreovnou jménem Galateia.